# Edin Terzić
Edin Terzić (Menden, 30 de outubro de 1982) é um ex-futebolista e treinador de futebol alemão que atuava como atacante. Atualmente está sem clube.

## Carreira de jogador
Terzić, cuja família migrou da antiga Iugoslávia (possui origem bósnia por parte de pai, e e croata por parte de mãe), jogou apenas em clubes das divisões amadoras, com destaque para o BV Cloppenburg, onde atuou entre 2008 e 2010, com 61 partidas e 9 gols. Ele também vestiu as camisas de FC Iserlohn, Westfalia Herne (2 passagens) e Wattenscheid, encerrando a carreira em 2013, no Borussia Dröschede, aos 30 anos.
Enquanto atuava como jogador, estudou ciências do esporte na Universidade Ruhr-Bochum, bancando os recursos do próprio bolso.

## Carreira de técnico
Antes de se aposentar, Terzić já trabalhava como técnico do time Sub-19 do Borussia Dortmund, o qual é torcedor assumido. Treinou ainda o time B, auxiliar da equipe Sub-17 e técnico do Sub-16 entre 2011 e 2013, acumulando os cargos com o de olheiro do time principal, na época treinado por Jürgen Klopp.
Entre 2013 e 2017, auxiliou o croata Slaven Bilić no Beşiktaş e no West Ham United, voltando ao Borussia Dortmund em 2018, como auxiliar permanente. No mesmo ano, tirou a Licença UEFA Pro após 18 meses de curso na The Football Association.
Durante a passagem de Lucien Favre como técnico do BVB, Terzić foi o responsável por comandar a equipe no jogo contra o Hoffenheim no lugar do suíço, que estava doente. Em 13 de dezembro de 2020, com a demissão de Favre após o Borussia Dortmund perder por 5 a 1 para o Stuttgart em pleno Signal Iduna Park, foi anunciado como técnico interino até o final da temporada, sendo auxiliado pelo técnico do time Sub-17, Sebastian Geppert, e pelo ex-meia ganês Otto Addo, atual técnico de talentos do clube.
Estreou na vitória do Dortmund por 2 a 1  sobre o Werder Bremen (gols de Raphaël Guerreiro e Marco Reus para o Dortmund e de Kevin Möhwald para o Werder).
Conduziu sua equipe a conquista da Copa da Alemanha 2020–21.
Depois que Marco Rose saiu por consentimento mútuo no final da temporada 2021–22, Terzić foi reconduzido como técnico em caráter permanente, assinando um contrato até 2025. Na Bundesliga de 2022–23, o time perdeu o título da liga pela diferença de saldo gols para o Bayern de Munique na última rodada, após um empate surpreendente em 2 a 2 em casa contra o Mainz 05.
Em 2023–24, Terzić levou o Borussia Dortmund ao 5º lugar na Bundesliga, ganhando a qualificação direta para a Liga dos Campeões da UEFA de 2024–25. Ele também levou o time à final da Liga dos Campeões na mesma temporada, derrotando o PSG por  2–0 no total da semifinal e perdendo a final por 2–0 para o Real Madrid.
Ele deixou o Borussia Dortmund em junho de 2024.

## Títulos

### Como jogador
Westfalia Herne
- Copa Vestfália: 2004–05

### Como treinador
Borussia Dortmund
- Copa da Alemanha: 2020–21